# Winter-Paralympics 2022/Teilnehmer (Italien)
| stlisierte Goldmedaille | stlisierte Silbermedaille | stlisierte Bronzemedaille |
| ----------------------- | ------------------------- | ------------------------- |
| 2                       | 3                         | 2                         |

Italien nahm an den Winter-Paralympics 2022 in Peking vom 4. bis 13. März 2022 teil. 32 Athletinnen und Athleten waren in vier Sportarten nominiert. Es war die zwölfte Teilnahme des Landes an Paralympischen Winterspielen.
Fahnenträger bei der Eröffnungsfeier im Vogelnest war der alpine Skiläufer Giacomo Bertagnolli.
Mit zwei Gold-, drei Silber- und zwei Bronzemedaillen belegte Italien Platz 11 im Medaillenspiegel der Winter-Paralympics 2022.

## Medaillengewinner

### Gold
| Name | Sportart  | Wettkampf |
| ---- | --------- | --------- |
|      | Ski Alpin |           |
|      | Ski Alpin |           |

### Silber
| Name | Sportart  | Wettkampf |
| ---- | --------- | --------- |
|      | Ski Alpin |           |
|      | Ski Alpin |           |
|      | Ski Alpin |           |

### Bronze
| Name | Sportart    | Wettkampf |
| ---- | ----------- | --------- |
|      | Ski Alpin   |           |
|      | Skilanglauf |           |

## Teilnehmer
Quelle: IOC

### Para-Eishockey
Das italienische Para-Eishockeyteam gewann beim Qualifikationsturnier in Berlin (26. November – 1. Dezember 2021) im Modus Jeder-gegen-jeden alle fünf Spiele und qualifizierte sich so zum fünften Mal in Folge für Paralympische Winterspiele.
| Wettbewerb       | Mixed |
| ---------------- | --- |
| Athleten         | Alessandro Andreoni Gabriele Araudo Bruno Balossetti Cristoph De Paoli Alex Enderle Stephan Kafmann Julian Kasslatter Gabriele Lanza Nils Larch Andrea Macrì Roberto Radice Matteo Remotti Marnini Gianluigi Rosa Santino Stillitano Francesco Torella Gian Luca Cavaliere Stefan Kerschbaumer |
| Trainer          | |
| Gruppenphase     | Tschechien 0:5 (0:2, 0:2, 0:1) Slowakei 2:1 n. P. (0:0, 0:1, 1:0, 0:0, 1:0) Volksrepublik China 0:6 (0:4, 0:2, 0:0) |
| Viertelfinale    | Südkorea 0:4 (0:1, 0:1, 0:2) |
| Spiel um Platz 5 | Tschechien 3:2 n. V. (0:0, 1:1, 2:2, 1:0) |
| Halbfinale       | ausgeschieden |
| Finale           | ausgeschieden |
| Rang             | 5 |

### Ski Alpin
- Davide Bendotti
- Renè De Silvestro
- Federico Pelizzari
- Giacomo Bertagnolli
- Chiara Mazzel
- Martina Vozza

(Guides: Andrea Ravelli, Fabrizio Casal, Ylenia Sabidussi)

### Skilanglauf
- Cristian Toninelli
- Giuseppe Romele
- Michele Biglione

### Snowboard
- Jacopo Luchini
- Riccardo Cardani
- Mirko Moro

| Athleten         | Klassifizierung | Wettbewerb    | Zeit        | Rang |
| ---------------- | --------------- | ------------- | ----------- | ---- |
| Männer           |                 |               |             |      |
| Riccardo Cardani | SBUL            | Banked Slalom | 1:12,89 min | 10   |
| Jacopo Luchini   | SBUL            | Banked Slalom | 1:10,28 min | 05   |
| Mirko Moro       | SBUL            | Banked Slalom | 1:12,95 min | 11   |

Quelle: 
Weiterer Wettbewerb: Snowboardcross